# Fulvestrant
Fulvestrant es un medicamento que se emplea para el tratamiento del cáncer de mama. Actúa por un efecto antagonista sobre los receptores de estrógeno y se encuentra indicado para tratar a mujeres en edad postmenopáusica que presenten cáncer de mama en fase avanzada, únicamente en caso de que el tumor tenga receptores hormonales positivos y la enfermedad no responda a otros medicamentos bloqueantes de los estrógenos, como el tamoxifeno. El mecanismo de acción del fármaco se basa en inactivar la acción de los estrógenos (hormonas sexuales femeninas) que en determinados pacientes estimulan el crecimiento del cáncer de mama. El medicamento se presenta en forma de solución para administrar por vía intramuscular, la dosis habitual es 500 mg una vez al mes. Los nombres comerciales del producto en España son Onnimia y Faslodex. Los efectos secundarios más frecuentes que se han observado consisten en dolor de cabeza, sensación de sofoco, vomitos o diarrea, erupción cutánea, dolor de espalda, reacciones alérgicas, elevación de los niveles de bilirrubina en sangre, fallo hepático, sensación de cansancio y riesgo aumentado de tromboembolismo.